# Dayangzhou
In der archäologischen Fundstätte Dayangzhou (chinesisch 大洋洲) im Kreis Xingan, Provinz Jiangxi in China, wurden in einem Grab aus der Zeit der Shang-Dynastie „Shangzeitliche Bronzen aus Xingan“ (chinesisch 新干商代铜器群, Pinyin Xīngān Shāngdài tóngqì qún, Tongyong Pinyin Xingan Shangdai tongqi qun) genannte Objekte aus  Bronze entdeckt. Das Grab am Gan-Fluss wird auf das 12. Jahrhundert v. Chr. datiert.
Die Stätte wurde 1989 ausgegraben. Es wurden hunderte von Bronze- und Jadeobjekten entdeckt, die Aufschlüsse über die Bronze- und Sepulkralkultur der Adelsschicht des Jangtse-Tales in der Zeit der Shang-Dynastie liefern. 1361 Relikte wurden ausgegraben: Bronzen, Töpfereierzeugnisse, Steinwaren und Jade, darunter 475 Ritualbronzen (über die Hälfte vom Gefäßtyp ding). Die Ding-Gefäße aus Xingan entsprechen in etwa denen der späten Zhengzhou-Erligang-Periode (vgl. Erligang-Kultur).
Die Artefakte sind größtenteils im Provinzmuseum Jiangxi untergebracht.